# Église Saint-Léonard de Honfleur
L'église Saint-Léonard est une église catholique située à Honfleur, en France.

## Localisation
L'église est située dans le quartier sud-est de Honfleur au bas du coteau, en haut d'une légère déclivité aménagée en jardin.

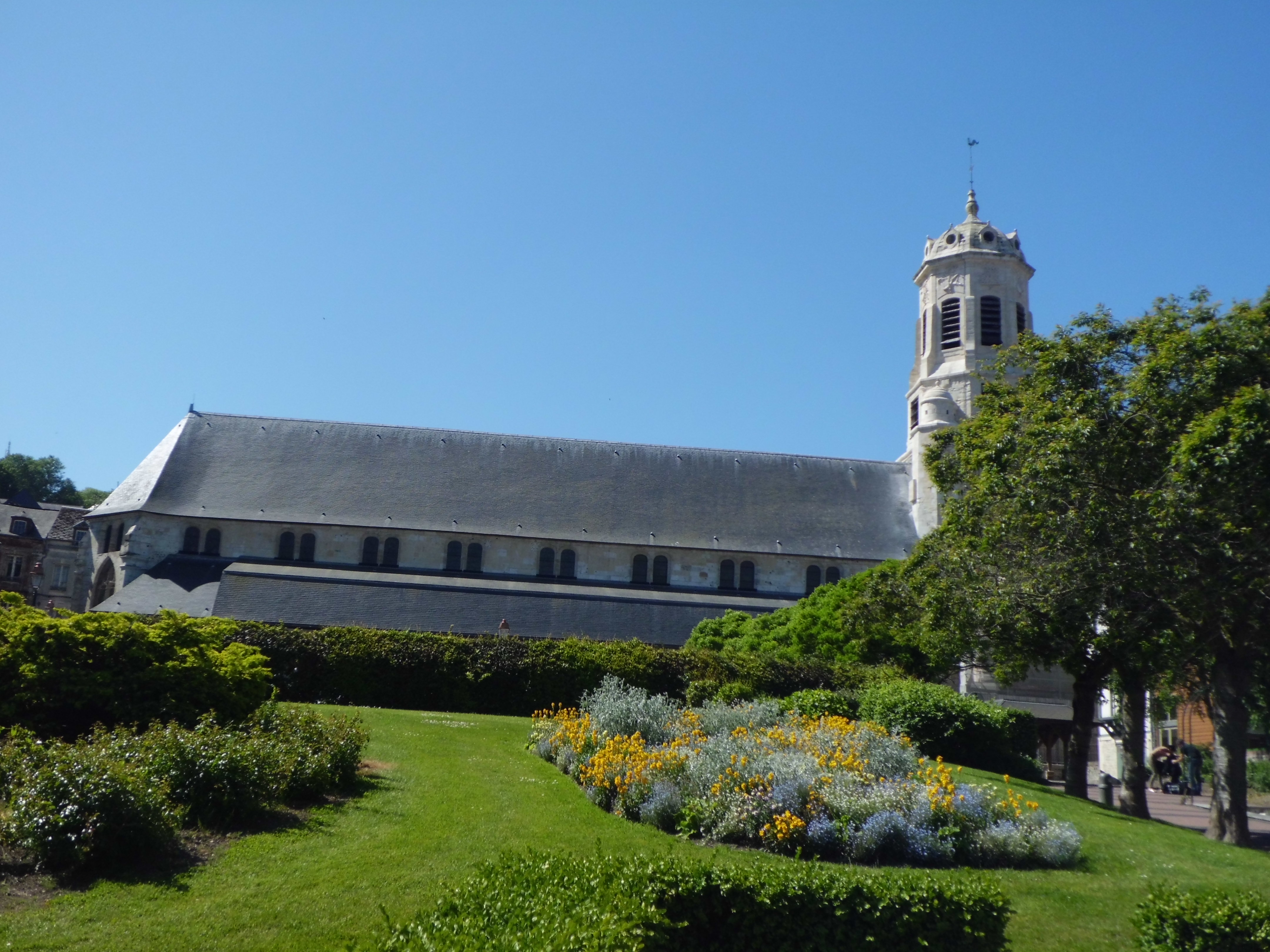
Nef de l'église Saint-Léonard et tour-clocher.

## Historique
Il existait déjà un sanctuaire en 1186 à l'emplacement de l'actuelle église comme en témoigne une charte de l'abbaye de Grestain.
La façade est de style gothique flamboyant et seule partie subsistante de l'ancien édifice gothique. Il reste également quelques éléments Renaissance. L'essentiel de l'église a été incendié par les Huguenots au moment des guerres de religion au XVIe siècle.
La majeure partie du bâtiment a été reconstruite aux XVIIe et XVIIIe siècles, ce qui explique la forme particulière du clocher en dôme, rare en Normandie, mais qui évoque ceux que l'on rencontre dans l'Est de la France. L'intérieur est entièrement décoré de peintures murales, ainsi que la voûte de bois à charpente apparente.
L'édifice est classé au titre des monuments historiques en 1980.

## Mobilier
- Orgue de tribune Charles Mutin (1901), objet  Classé MH (1993) Notice no PM14001310